# Топоровское сельское поселение
Топоровское сельское поселение (карел. Toprovan kyläkunda) — упразднённое муниципальное образование в составе Сандовского района Тверской области, существовавшее в 2006 — 2020 годах.
Административный центр — пристанционный посёлок Топорово.

## География
- Находится в юго-восточной части Сандовского района.
  - Граничит:
    - на севере — с Весьегонским районом, Любегощинское СП
    - на востоке — с Весьегонским районом, Кесемское СП
    - на юге — с Молоковским районом, Делединское СП, Молоковское СП и Ахматовское СП
    - на юго-западе — с Большемалинским СП
    - на северо-западе — с Соболинским СП

Главные реки — Реня и Мелеча.

## История
В XVI—XVII вв. территория поселения входила в Бежецкий Верх.
С XVIII века территория поселения входила:
- в 1708—1727 гг. в Санкт-Петербургскую (Ингерманляндскую 1708—1710 гг.) губернию, Углицкую провинцию,
- в 1727—1775 гг. в Московскую губернию, Углицкую провинцию,
  - в 1766 г. Бежецкий Верх переименован в Бежецкий уезд,
- в 1775—1778 гг. в Тверское наместничество, Бежецкий уезд,
- в 1778—1796 гг. в Тверское наместничество, Весьегонский уезд,
- в 1796—1929 гг. в Тверскую губернию, Весьегонский уезд,
- в 1929—1935 гг. в Московскую область, Сандовский район,
- в 1935—1963 гг. в Калининскую область, Сандовский район,
- в 1963—1965 гг. в Калининскую область, Весьегонский район,
- в 1965—1990 гг. в Калининскую область, Сандовский район,
- с 1990 в Тверскую область, Сандовский район.

В XIX — начале XX века деревни поселения относились к Арханской, Залужской, Щербовской и Чистинской волостям Весьегонского уезда.
В 1940 году на территории поселения находилось 11 сельсоветов Сандовского района: Арханский, Березский, Болотский, Б.Раменский, Вяжищинский, Залужской, Растороповский, Русско-Васильковский, Сандовский, Соснинский, Устровский.
В 1994—2005 годах на территории объединённого Топоровского сельского поселения располагались Топоровский, Вокшинский, Старосандовский и Устровский сельские округа.
Топоровское сельское поселение образовано первоначально в январе 2006 года. Законом от 28 марта 2013 года территория упразднённого Старосандовского сельского поселения была включена во вновь образованное  Топоровское сельское поселение.
В мае 2020 года Законом Тверской области от 23.04.2020 № 21-ЗО Топоровское сельское поселение было упразднено, населённые пункты вошли в состав Сандовского муниципального округа.

## Население
| 2010 | 2011 | 2012 | 2013 | 2014 | 2015 | 2016 |
| ---- | ---- | ---- | ---- | ---- | ---- | ---- |
| 354  | ↘349 | ↘318 | ↘305 | ↗643 | ↘638 | ↘605 |
| 2017 | 2018 | 2019 | 2020 |      |      |      |
| ↘568 | ↘545 | ↘522 | ↘510 |      |      |      |

По переписи 2002 года — 1382 человека (219 в Вокшинском, 390 в Топоровском, 378 в Старосандовском и 395 в Устровском сельском округе), на 01.01.2012 — 719 человек (318 в Топоровском и 401 в Старосандовском СП).
Национальный состав: в основном русские, часть деревень на востоке поселения — карельские.

## Населённые пункты
В составе объединённого Топоровского сельского поселения насчитывается 69 населённых пунктов:
| №  | Тип нп  | Название              | Население (2008 год) |
| -- | ------- | --------------------- | -------------------- |
| 1  | дер.    | Агафоново             | 0                    |
| 2  | хутор   | Александровский       | 0                    |
| 3  | дер.    | Андрейцево            | 6                    |
| 4  | дер.    | Арханское             | 27                   |
| 5  | дер.    | Березье               | 121                  |
| 6  | дер.    | Благовещенье          | 20                   |
| 7  | дер.    | Болота                | 30                   |
| 8  | дер.    | Большая Каменка       | 4                    |
| 9  | дер.    | Большая Попиха        | 2                    |
| 10 | дер.    | Большое Раменье       | 12                   |
| 11 | дер.    | Большое Сидельниково  | 0                    |
| 12 | дер.    | Бурдомачеха           | 0                    |
| 13 | дер.    | Веригино              | 35                   |
| 14 | дер.    | Ветреное              | 0                    |
| 15 | дер.    | Вичиха                | 0                    |
| 16 | дер.    | Вокшино               | 140                  |
| 17 | дер.    | Высокуша              | 12                   |
| 18 | дер.    | Вяжища                | 17                   |
| 19 | дер.    | Горка                 | 0                    |
| 20 | дер.    | Григорцево            | 0                    |
| 21 | дер.    | Дмитровка             | 2                    |
| 22 | дер.    | Дымцево               | 8                    |
| 23 | ж-д.ст. | Дынино                | 18                   |
| 24 | дер.    | Завражье              | 3                    |
| 25 | дер.    | Загранье              | 0                    |
| 26 | дер.    | Залужье               | 13                   |
| 27 | дер.    | Запрудье              | 2                    |
| 28 | дер.    | Игуньково             | 0                    |
| 29 | дер.    | Искра                 | 4                    |
| 30 | дер.    | Карельское Васильково | 15                   |
| 31 | дер.    | Карповское            | 11                   |
| 32 | дер.    | Китай Гора            | 10                   |
| 33 | дер.    | Кузнецкое             | 0                    |
| 34 | дер.    | Малая Попиха          | 0                    |
| 35 | дер.    | Малая Попишка         | 23                   |
| 36 | дер.    | Малое Мякишево        | 7                    |
| 37 | дер.    | Малое Сидельниково    | 0                    |
| 38 | дер.    | Медово                | 5                    |
| 39 | дер.    | Мистелиха             | 1                    |
| 40 | дер.    | Михеево               | 3                    |
| 41 | дер.    | Мокей Гора            | 5                    |
| 42 | дер.    | Мосеево               | 5                    |
| 43 | дер.    | Муравино              | 3                    |
| 44 | дер.    | Найденка              | 0                    |
| 45 | дер.    | Остречиха             | 10                   |
| 46 | дер.    | Пальцево              | 6                    |
| 47 | дер.    | Парфеньево            | 0                    |
| 48 | дер.    | Поцеп                 | 1                    |
| 49 | дер.    | Ражково               | 7                    |
| 50 | дер.    | Раскопино             | 1                    |
| 51 | дер.    | Расторопово           | 1                    |
| 52 | дер.    | Родиониха             | 5                    |
| 53 | дер.    | Рославлево            | 24                   |
| 54 | дер.    | Русское Васильково    | 16                   |
| 55 | дер.    | Сменцево              | 1                    |
| 56 | дер.    | Соснино               | 4                    |
| 57 | село    | Старое Сандово        | 208                  |
| 58 | дер.    | Сухоломово            | 0                    |
| 59 | дер.    | Тавнежи               | 0                    |
| 60 | дер.    | Тимхово               | 2                    |
| 61 | дер.    | Толстиково            | 4                    |
| 62 | дер.    | Топорово              | 4                    |
| 63 | ст.     | Топорово              | 203                  |
| 64 | дер.    | Туково                | 6                    |
| 65 | дер.    | Устровка              | 75                   |
| 66 | дер.    | Федосеево             | 3                    |
| 67 | дер.    | Холм                  | 16                   |
| 68 | село    | Юрьево                | 16                   |
| 69 | дер.    | Ярцево                | 0                    |

### Бывшие населённые пункты
- Безделье
- Вяжинка
- Горохово
- Дуброво
- Дулово
- Дынино
- Иваньково
- Комцы
- Кощеево
- Новинка
- Садово
- Свечкино

## Экономика
На территории поселения действуют колхозы «Завет Ленина», «Память Ленина», «Верный Путь», «Рассвет» и СПК «Россия».

## Известные люди
В деревне Большое Сидельниково родился Герой Советского Союза Иван Михайлович Комаров.

 В деревне Соснино родился Герой Советского Союза Александр Михайлович Иванов.